# Dicrastylis
Dicrastylis là một chi thực vật có hoa trong họ Hoa môi (Lamiaceae).

## Loài
Chi Dicrastylis gồm các loài: